# СРСР на зимових Олімпійських іграх 1956
СРСР на зимових Олімпійських іграх 1956 року представляли 53 спортсмени. На дебютних для збірної СРСР іграх радянські спортсмени здобули 16 медалей, що допомогло посісти перше загальнокомандне місце.
СРСР не брала участі у бобслеї та фігурного катання.
Вперше в історії збірної СРСР було завойовано золото в ковзанах, лижах та хокеї, а в гірських лижах — перша бронза.
27 січня лижник Павло Колчин зайняв третє місце у гонці на 30 км і приніс СРСР першу в історії медаль зимових Олімпійських ігор. 28 січня лижниця Любов Козирєва виграла дистанцію 10 км і стала першою в історії СРСР чемпіонкою зимових Олімпійських ігор.

## Медалісти
| Медаль            | Спортсмен | Вид спорту          | Дисципліна                 |
| ----------------- | --- | ------------------- | -------------------------- |
| Золото            | Любов Козирєва | Лижні перегони      | Жінки, гонка 10 км         |
| Золото            | Євген Грішин | Ковзанярський спорт | Чоловіки, 500 м            |
| Золото            | Борис Шилков | Ковзанярський спорт | Чоловіки, 5000 м           |
| Золото            | Євген Грішин | Ковзанярський спорт | Чоловіки, 1500 м           |
| Золото            | Юрій Михайлов | Ковзанярський спорт | Чоловіки, 1500 м           |
| Золото            | Федір Терентьєв Павло Колчин Микола Анікін Володимир Кузін | Лижні перегони      | Чоловіки, естафета 4×10 км |
| Золото            | Збірна СРСР з хокею із шайбою \| Микола Пучков \| Григорій Мкртичан \| \| Дмитро Уколов \| Альфред Кучевський \| \| Генріх Сидоренков \| Микола Сологубов \| \| Іван Трегубов \| Євген Бабич \| \| Віктор Шувалов \| Всеволод Бобров \| \| Юрій Крилов \| Александр Уваров \| \| Валентин Кузін \| Юрій Пантюхов \| \| Олексій Гуришев \| Микола Хлистов \| \| Віктор Никифоров \| \| | Хокей із шайбою     | Чоловіки                   |
| Срібло            | Радья Єрошина | Лижні перегони      | Жінки, гонка 10 км         |
| Срібло            | Рафаель Грач | Ковзанярський спорт | Чоловіки, 500 м            |
| Срібло            | Любов Козирєва Алевтина Колчина Радья Єрошина | Лижні перегони      | Жінки, естафета 3×5 км     |
| Бронза            | Павло Колчин | Лижні перегони      | Чоловіки, гонка 30 км      |
| Бронза            | Олег Гончаренко | Ковзанярський спорт | Чоловіки, 5000 м           |
| Бронза            | Олег Гончаренко | Ковзанярський спорт | Чоловіки, 10000 м          |
| Бронза            | Євгенія Сидорова | Гірськолижний спорт | Жінки, слалом              |
| Бронза            | Павло Колчин | Лижні перегони      | Чоловіки, гонка 15 км      |
| Бронза            | Федор Терентьєв | Лижні перегони      | Чоловіки, гонка 50 км      |
| Микола Пучков     | Григорій Мкртичан |                     |                            |
| Дмитро Уколов     | Альфред Кучевський |                     |                            |
| Генріх Сидоренков | Микола Сологубов |                     |                            |
| Іван Трегубов     | Євген Бабич |                     |                            |
| Віктор Шувалов    | Всеволод Бобров |                     |                            |
| Юрій Крилов       | Александр Уваров |                     |                            |
| Валентин Кузін    | Юрій Пантюхов |                     |                            |
| Олексій Гуришев   | Микола Хлистов |                     |                            |
| Віктор Никифоров  | |                     |                            |

### Спортсмени з кількома медалями
| Ім'я            | Вид спорту          |   |   |   | Разом |
| --------------- | ------------------- | - | - | - | ----- |
| Павло Колчин    | Лижні перегони      | 1 |   | 2 | 3     |
| Євген Грішин    | Ковзанярський спорт | 2 |   |   | 2     |
| Любов Козирева  | Лижні перегони      | 1 | 1 |   | 2     |
| Радья Єрошина   | Лижні перегони      |   | 2 |   | 2     |
| Терентєв Федір  | Лижні перегони      | 1 |   | 1 | 2     |
| Олег Гончаренко | Ковзанярський спорт |   |   | 2 | 2     |

## Медалі з видів спорту
| Спорт               | Золото | Срібло | Бронза | Загалом |
| Ковзанярський спорт | 4      | 1      | 2      | 7       |
| Лижні перегони      | 2      | 2      | 3      | 7       |
| Хокей із шайбою     | 1      | 0      | 0      | 1       |
| Гірськолижний спорт | 0      | 0      | 1      | 1       |

## Здобутки республік
| Місце | Країна         | Золото | Срібло | Бронза | Загалом |
| ----- | -------------- | ------ | ------ | ------ | ------- |
| 1     | РРФСР          | 26     | 5      | 4      | 35      |
| 2     | Українська РСР | 0      | 0      | 2      | 2       |

## Здобутки українських спортсменів
Бронзовий призер:
- Гончаренко Олег Георгійович (Ковзанярський спорт — 5000 м [5 км], 10 000 м [10 км])